# ルーカス・サング
ルーカス・サング（Lucas Sang, 1961年2月12日 - 2008年1月1日）は、ケニア共和国の陸上選手。

## 略歴
- 1987 アフリカ競技大会（ナイロビ）
- 1998 アフリカ陸上選手権
- 1988年ソウルオリンピック、4x400mリレー（決勝8位）、400m選手[2]。
- 1989 IAAF陸上ワールドカップ[3]

- 引退後、ウアシン・ギシュ県モイベンで農業に従事[3]。モーゼス・タヌイ（1991年世界陸上選手権金メダリスト）と共同事業運営。
- ケニアオリンピック選手協会（National Association of Kenyan Olympians (NAKO)）会長[4]

- 2008年1月1日、ウアシン・ギシュ県都エルドレットでキムム（Kimumu）への帰宅途中、2007年大統領選挙後の暴動による投石が頭部に当たった怪我により死亡（46歳）[5][6]。

## 参照
1. ↑  http://digilander.libero.it/atletica2/Stagionali/WRL/1990/800.htm
2. ↑  Full Olympians: Athletics - Men's 400 m
3. 1 2  The Standard, January 3 2008: Poll violence claim former athlete Sang
4. ↑  IAAF, January 3, 2008: Violence in Kenya claims Lucas Sang, 1988 Olympian
5. ↑  http://www.news.com.au/couriermail/story/0,23739,23009714-5003402,00.html
6. ↑  “ケニアの五輪選手、暴動に巻き込まれ死亡”. MSN産経ニュース (2008年1月7日). 2008年1月10日時点のオリジナルよりアーカイブ。2022年6月18日閲覧。